# Acripia marginea
Acripia marginea är en fjärilsart som beskrevs av Felder 1874. Acripia marginea ingår i släktet Acripia och familjen trågspinnare. Inga underarter finns listade i Catalogue of Life.